# Up Above My Head
〈Up Above My Head〉는 복음성가다. 1940년대에 시스터 로제타 사프와 마리 나이트가 듀오로 불러 첫 녹음했다.
본곡은 전형적인 콜 앤 리스폰스의 형식을 취한다. 여기서는, 사프가 짧은 구를 부르면, 뒤이어 나이트가 같은 구로 "응답"하여 부르는 식이다. 1절마다 각각 7구가 있으며, 처음의 6구는 예의 콜 앤 리스폰스의 형식으로 부르고, 마지막 7구는 합창하여 부른다.
1956년 10월 17일 프랭키 레인, 조니 레이가 듀엣으로 불러 녹음했다. 1957년 10월 영국에서 더블 A면으로 발매되었다. 여기서는 〈Up Above My Head, I Hear Music in the Air〉로 개명하여 취입하였으며, 동면에 있던 곡은 〈Good Evening Friends〉였다. 이 싱글은 영국 싱글 차트에서 25위까지 올라갔다.
1964년 6월에는 롱 존 발드리, 로드 스튜어트(롱 존 발드리와 더 후치 쿠치 멘 명의)가 듀엣하여 녹음했으며, B면에 취입하여 유나이티드 아티스츠에서 발매하였다.
핼 허트가 1964년 앨범 《Sugar Lips》에 불러 취입하고, 이 곡은 어덜트 컨템포러리 차트 12위, 빌보드 핫 100 84위를 달성한다. 또한 1965년 앨범 《Live at Carnegie Hall》에서 실황 버전을 취입했다. 이것은 쳇 앳킨스의 프로듀싱을 받았다.
1968년 엘비스 프레슬리가 특집 방송 《엘비스》에서 연예했다. 세 곡으로 구성된 복음성가 메들리에서 〈Where Could I Go But To The Lord〉와 〈Saved〉의 틈바구니에 낀 곡이다.
2007년 루시 포스가 앨범 《The Phenomenal Ruthie Foster》에 블루스 편곡한 버전을 취입한다. 2017년 바네사 콜리어가 앨범 《Meeting My Shadow》에서 취입했다.
1978년 영국의 밴드 마툼비가 루츠 레게 버전을 앨범 《Seven Seals》에 취입했다. 데니스 보벨의 프로듀싱을 받았다.
리애넌 기든스가 솔로 앨범 《Tomorrow Is My Turn》에서 커버했다.